# Carl Thomas Anderson
Pour les articles homonymes, voir Carl Anderson et Anderson.
Carl Thomas Anderson est un auteur de comic strips américain né le 14 février 1865 et mort le 4 novembre 1948. Il est le créateur du comics Henry.

## Biographie
Carl Thomas Anderson naît le 14 février 1865. Il quitte jeune l'école pour parcourir les États-Unis. Il trouve un emploi de charpentier mais il s'intéresse au dessin et à la fin des années 1890, il prend des cours et propose un strip au New York World, intitulé The Filipino and the Chick. Peu après il est engagé par William Randolph Hearst pour son journal The journal. Il crée plusieurs strips, Raffles and Bunny puis en 1903 Herr Spiegelberger, the Amateur Cracksman. Le succès n'est pas au rendez-vous et Anderson cesse sa collaboration avec Hearst. Il propose ses dessins à plusieurs périodiques avant d'abandonner le métier de dessinateur au moment de la crise de 1929. Il retrouve son métier de charpentier. Cependant, il continue à dessiner et donne des cours de dessin. Il propose un nouveau strip au Saturday Evening Post intitulé Henry. Cette fois le succès est au rendez-vous et la série est distribuée nationalement. Carl Thomas Anderson meurt le 4 novembre 1948. À sa mort, Henry est repris par ses assistants Don Trachte et John Liney, qui dessinaient déjà la série depuis 1942.